# Thelma Kent

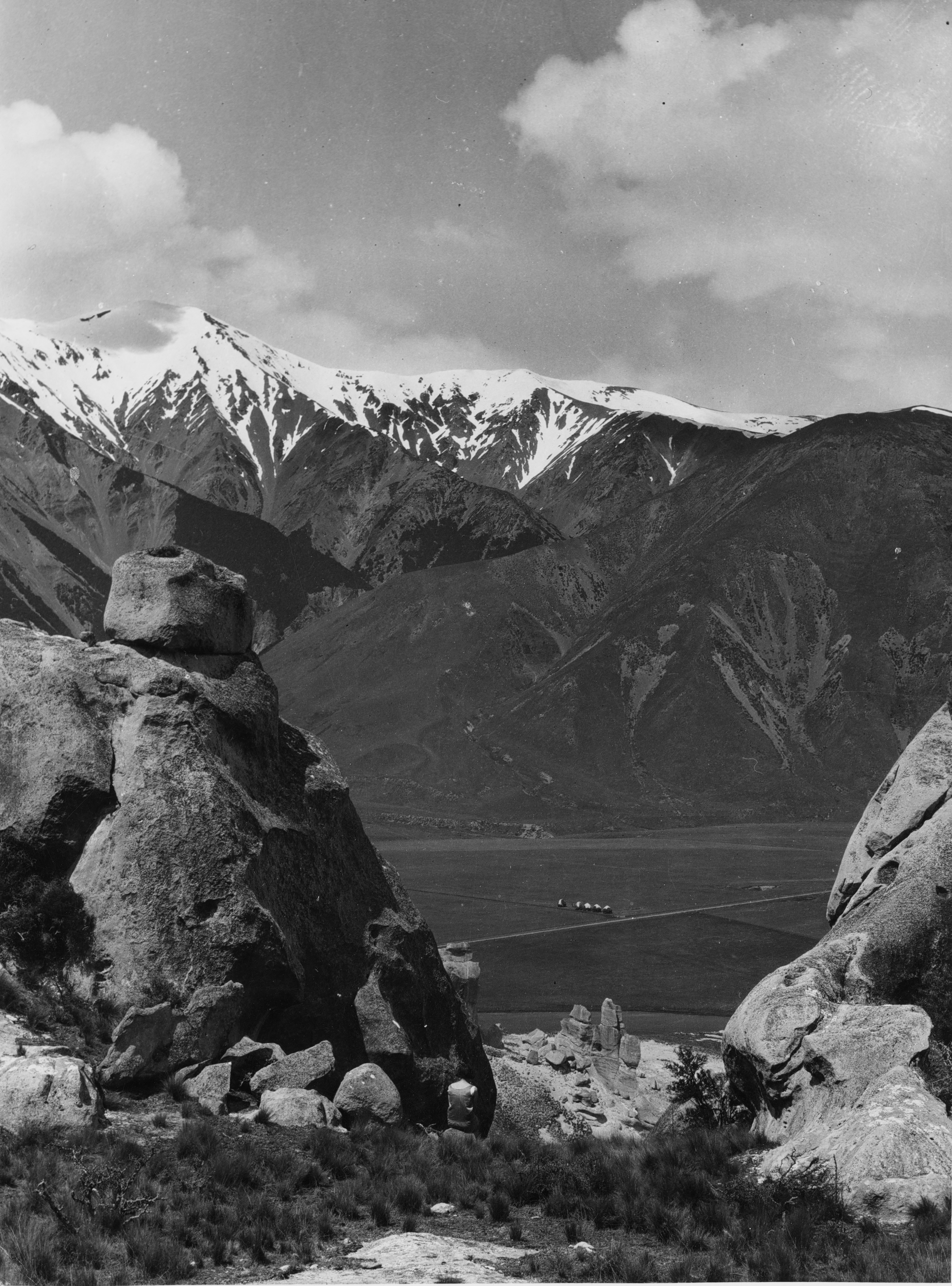
Mount Torlesse, 1930-1940

Thelma Rene Kent (21. října 1899 – 23. června 1946) byla novozélandská fotografka.

## Životopis
Kent se narodila 21. října 1899 v Christchurchi na Novém Zélandu. Studovala na Christchurch Technical College.
Za zajímavými záběry cestovala po Novém Zélandu autem, na koni i pěšky. Měla ráda novozélandskou krajinu, obzvlášť jižní část ostrova. Kolem roku 1937 se Kent setkala s legendárním Arawatem Billem (William O'Leary) a pořídila několik jeho fotografií, které pak byly pravidelně reprodukovány.
Její fotografie a články vycházely v týdeníku Auckland Weekly News a v časopisu New Zealand Railways Magazine. Její snímky se dostaly do britského výběru toho nejlepšího z roku 1939 (Photograms of the Year 1939).
Kent výtečně zvládla mikrofotografické techniky a často s nimi experimentovala.
Nikdy se nevdala a zemřela v Christchurchi 23. června 1946 ve věku 46 let.

## Dědictví
Její sbírka negativů a tisků je v majetku knihovny Alexandra Turnbulla ve Wellingtonu.